# Sociología de género

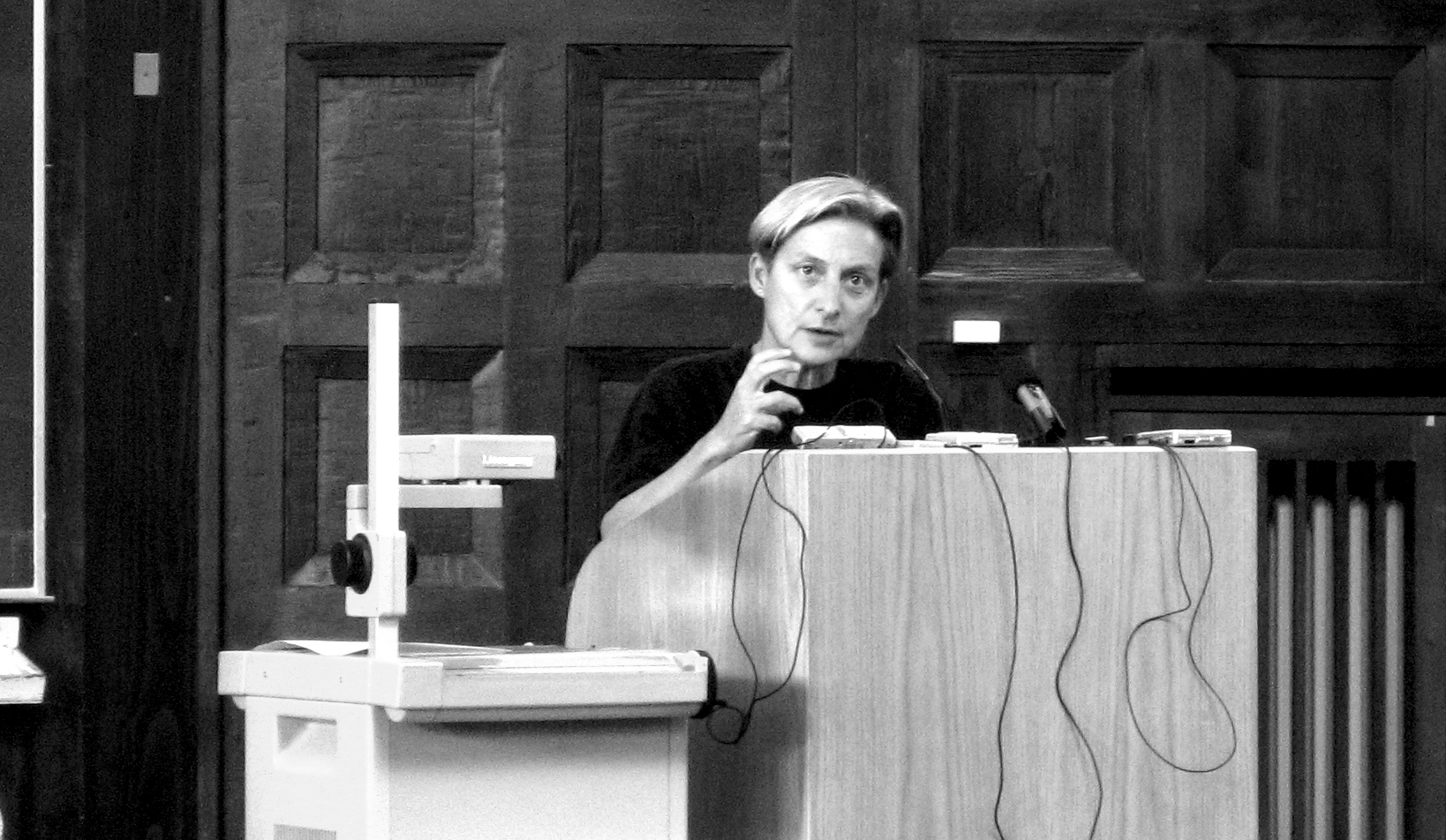
Judith Butler en una conferencia en la Universidad de Hamburgo (2007)

La sociología de género es una rama de la sociología que parte de la premisa de que el ser humano, el cual vive en sociedad, genera un conjunto de significados sobre lo que significa ser hombre y ser mujer. Desde una disciplina como la sociología se realizan un conjunto de conceptos y teorías que permiten entender estas atribuciones sociales como el género siendo este una construcción social.
El análisis sociológico del género permite repensar a los individuos en términos de las diferentes categorías de distinción como lo son el sexo, la orientación sexual, la edad, su origen, la clase social, etc. De manera que las investigaciones sociales pueden generar un acoplamiento analítico de la forma de vida social, alcanzando un entendimiento social más completo.
Los individuos se organizan en sociedad para la supervivencia, sin embargo el ser humano ha generado mecanismos de organización que van más allá de satisfacer sus necesidades. Un ejemplo de ello es la complejidad que ha adquirido la política, la cultura, la economía, la educación, la tecnología, etc. Y es en torno a estos campos sociales que las sociedades han creado dinámicas de desigualdad, creando atributos, significados y símbolos sobre las mujeres y los hombres.

## Historia

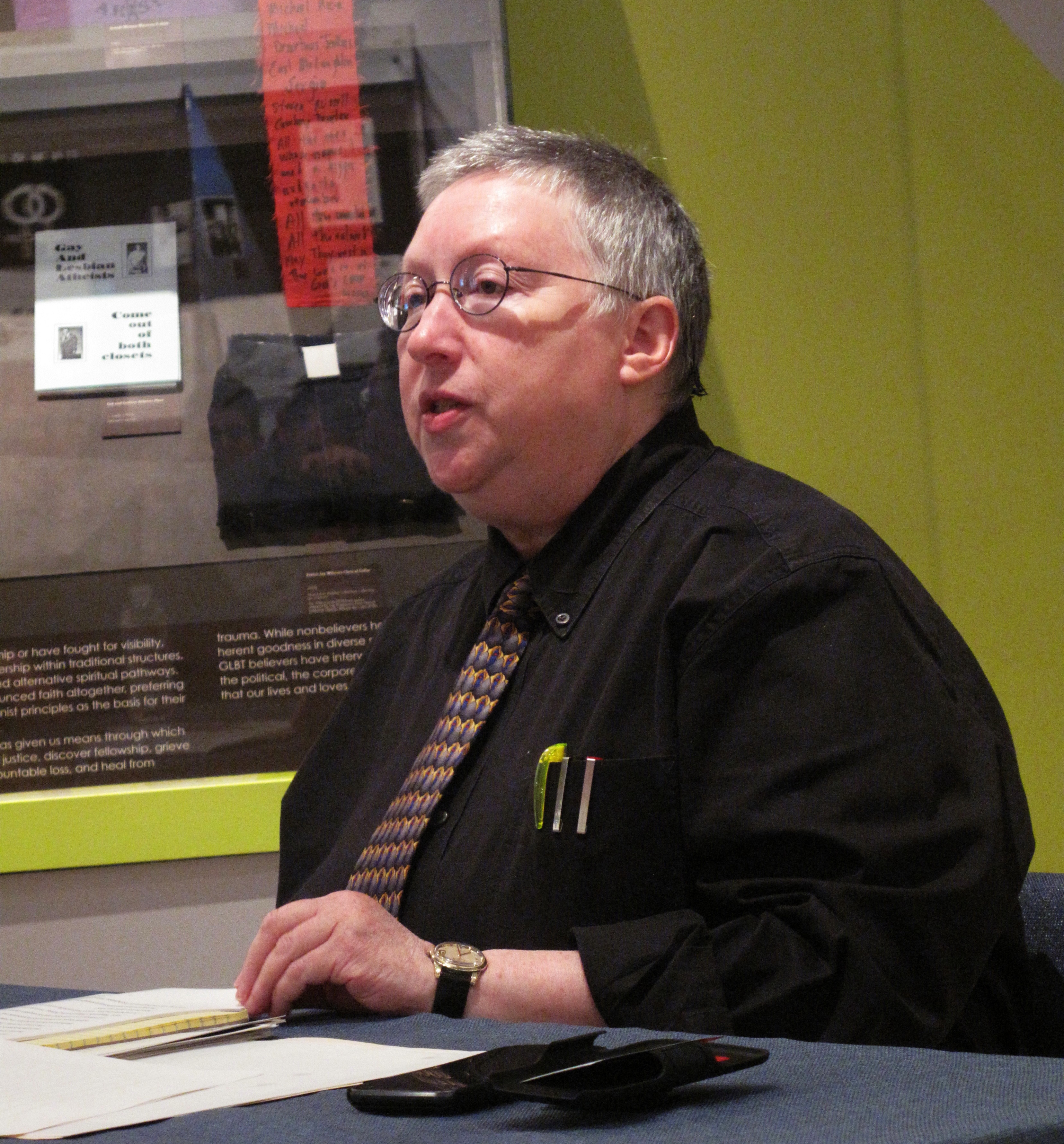
Gayle Rubin habla en el Museo de Historia de LGBT en San Francisco 7 de junio de 2012.

### Surgimiento de la sociología de género
La sociología comienza los estudios de género en la segunda ola del feminismo,es decir entre los años 60 y 70. Esta ciencia intentaba agregar a las mujeres a las investigaciones sociales, ya que era fundamental comenzar a incluir al género como categoría para entender los fenómenos sociales.
Las primeras aproximaciones desde disciplinas sociales se dieron en torno a las diferencias biológicas, características y papel de las mujeres en sociedad problematizando las desigualdades. Un ejemplo se da en el Manifiesto del Partido Comunista escrito por Marx y Engels, en donde se menciona que el papel de la mujer en el sistema económico es un instrumento para la explotación dentro de la dinámica familiar, de manera que los grupos sociales poseen una función específica que abona a la producción económica.
Autores como Engels y Goffman problematizan sobre las desigualdades que viven las mujeres en sociedad. El primero retoma las vivencias de la cotidianidad en sociedades capitalistas para demostrar que las mujeres son consideradas con menor valor o capacidad. El segundo autor retoma a los roles de género para ejemplificar como los hombres y las mujeres componen una función en distintos escenarios y contextos en sociedad.
La sociología al estudiar a los actores sociales, las normas, las instituciones a partir de las ramas de la sociología, encuentra la razón de los conflictos sociales y propone en términos teóricos o metodológicos soluciones para mejorar la sociedad. Es así que la sociología abonó al entendimiento de las mujeres como sujeto social con su propia actividad: cultural, social, económica, política, filosófica, etc.

## Movimientos sociales
La forma en la que se estudiaba a los movimientos sociales cambia drásticamente en los años setenta y ochenta, ya que es en este momento cuando las investigaciones ponen como protagonista a la mujer y estudian en profundidad los elementos que surgen de sus organizaciones y procesos. Esto permitió visibilizar las diversas formas de resistencia de las mujeres y comprendiendo que los movimientos sociales feministas son en sí todo un campo de investigación y deben tomarse en cuenta como sujetos políticos que se encuentran en constante accionar para su resistencia.
Tomando en cuenta que los conflictos a los que se enfrentan las mujeres se dan en relación en una compleja de poder y además con categorías como lo son la edad, el sexo, el género, su trabajo, si son madres, hijas, hermanas, trabajadoras, cuidadoras, etc. Es posible comprender la diversidad de resistencias que emergen de las experiencias de mujeres.
La interseccionalidad abona al diálogo sobre la diversidad de mecanismos de defensa que surgen en los procesos de defensa y resiliencia de la mujer ante la dominación sistemática. Las movilizaciones que se insertan en el tejido social son orientaciones de los recursos que se poseen para hacer frente a la dominación de la hegemonía patriarcal. Un ejemplo son las aportaciones académicas del movimiento feminista, las redes de ayuda de mujeres en temas de violencia, salud, economía, psicológica, etc. Además de los eventos de manifestaciones o intervenciones artísticas.

## Historia de las mujeres
Entender el género implica estudiar a este como la historia de las mujeres. A pesar de los diversas posturas que pueden existir, la historia de las mujeres permite entenderlas a estas como sujetos sociales con sus propios procesos, rompiendo la tradición de realizar estudios desde un punto de vista que inhibe la vigencia de las mismas como precursoras de sus propios movientes y conocimientos. Los estudios históricos de las mujeres comprenden metodología y teoría de las ciencias sociales pudiendo complementar las investigaciones con enfoques interdisciplinarios que incluyeran a la diversidad de mujeres y sus luchas.
Esto no quiere decir que los hombres hayan sido apartados de la historia de las mujeres, sin embargo las teorías que se utilizan provienen de enfoques de género que tratan los temas en relación con cómo viven las mujeres en colectivo y como estas mismas construyen significantes permeadas por su condición de atribuciones sociales y por lo tanto culturales. Reinterpretando y representando las propias narrativas construidas socialmente.

## El género desde la línea psicosocial
Desde una línea psicosocial, se toma en cuenta al interaccionismo simbólico proveniente de la Escuela de Chicago y la perspectiva de género, para entender la realidad social a partir de la subjetividad de los individuos dentro del sistema social, ya que estos construyen conocimiento a partir de la interacción que se da dentro de una sociedad en un contexto, espacio y tiempo determinado, dando como resultado la realidad social.
El Interaccionismo simbólico sitúa a los individuos dentro de una dinámica de comunicación permanente que permite que los individuos aprehendan y construyan significados por medio de la socialización. Tomando en cuenta que hay formas culturalmente compartidas que se dan en un actor el cual es colectivo en términos de que los individuos comparten saberes y patrones constituidos socialmente. Es así que por medio del análisis del individuo como unidad podemos entender las acciones prototípicas que se articulan en los sistemas sociales.

## El género como categoría

### Conceptos básicos

#### 1.Género
El género es un conjunto de símbolos, significados y saberes que orientan la organización social, ya que los conocimientos organizan y reconfiguran esta organización al permear las líneas de acción de los individuos. Estos patrones se retroalimentan y subejtivizan en el contexto cultural, creando divisiones sociales en torno a las distintas categorías de los individuos. El género es el organizador social de las diferencias sexuales que a lo largo del tiempo genera significados relativos a las sociedades, generando una realidad social.

#### 2. Roles de género
Los roles de género corresponden a los comportamientos, posturas, actuaciones, preferencias, procedimientos, etc. que son determinados por el género para que lo desempeñen los individuos de una sociedad. Estas conductas están cargadas de aspectos sociales, culturales y psicológicos en cuanto a lo que la organización social espera de los individuos; creando valores, normas y significados que dan identidad a las personas. Es decir que los roles de género son los comportamientos esperados socialmente de los individuos por parte de la sociedad.

#### 3. Construcción social
Son productos abstractos colectivos los cuales se generan a partir de los imaginarios sociales, los cuales están construidos por un conjunto de códigos que configuran estándares compartidos de interpretación y organización, los cuales permiten interpretar el mundo y por lo tanto la realidad social, jerarquizando y priorizando la información durante la socialización.  Estos marcos de pensamiento son sistemáticos, en tanto que son colectivos y dan lugar a apreciaciones que ordenan el mundo. Con el paso de tiempo crean un conjunto de atributos acumulados que se asumen como "normales", obteniendo como producto la realidad social.

#### 4. Feminismo
Movimiento social crítico de mujeres basado en la acción colectiva plural para luchar y dialogar los deseos, necesidades y soluciones de las mujeres ante la realidad social de desigualdad, a partir de las experiencias, contextos, criterios, prácticas individuales, etc. que configuran el proceso de desarrollo de los grupos, por medio de la intervención, movilización, acción y/o militamiento.

#### 5. Patriarcado
Sistema operante de las sociedades con una organización y lógica falo centrista y androcéntrica que perpetúa las estructuras asimétricas entre individuos, la cual se da por un ordenamiento sexual reduccionista que se basa en estructuras de poder.

### Diversidad sexual y de género
La diversidad sexual y de género alude a las posibilidades de las personas para expresar y asumir su sexualidad, preferencias, o identidades, así como expresiones de la misma viviendo en sociedad, de tal manera que se le reconoce como un individuo con derecho a su libre desarrollo.
El Sexo alude a las características físicas con las que nacemos mientras que el género tiene una carga histórica, social y cultural en donde existen roles, tareas y funciones asignadas. Junto con estas existen los estereotipos que se arraigan en las nociones e ideas que giran en torno a lo que es esperado por las personas de un grupo de pertenencía, como comportamiento y/o actitudes que los demás esperan del individuo.
El sistema sexo-género propuesto por Gayle Rubín, nos permite comprender como operan las divisiones sociales establecidas que cargan de normas e ideas impuestas culturalmente a la sexualidad como regla “natural”. Orientando y modificando el comportamiento de hombres y mujeres. Este constructo nos proporciona las bases para comprender como es que de manera natural se interiorizan las normas culturales y se reproducen.

## Estudios de género
Los estudios de género muestran su principal interés en las diferentes categorías a las que pertenece el individuo para comprender las desigualdades que operan en la organización social. Esta línea de investigación toma como punto central al género para indagar los procesos sociales que convergen a los individuos dentro de las dinámicas de poder.
La sociología de género se incluye como parte de los estudios de género, ya que contempla la parte individual y colectiva que se alimenta de la dimensión social, cultural e histórica para comprender la configuración del sistema social.

## Teoría feminista

### Feminismo socialista
Esta corriente del feminismo se relaciona con el contexto económico y social de las mujeres en España del 1901 a 1935, ya que estas mujeres pedían derechos políticos y laborales que eran parte de la agenda socialista, en términos de mejorar las condiciones de trabajo, los derechos políticos, denuncia de la desigualdad entre hombre y mujeres, etc. Estas mujeres pertenecían a un movimiento obrero que buscaba derechos políticos para alcanzar la libertad de las mujeres en el ámbito profesional.

### Feminismo radical
Este feminismo busca el principio detonante de la dominación, puesto que en sus raíces teóricas comprende que las dinámicas de poder y las medidas matisadoras de las desigualdades utilizan la categoría de género para la explotación legítima de parte del patriarcado. Es decir que no puede haber liberación mientras existan dinámicas de explotación, ya que estas enclavan en los sistemas sociales.

### Interseccionalidad
Esta propuesta proveniente del feminismo busca reivindicar las múltiples dominaciones que viven las mujeres en términos de la subjetividad de las desigualdades y violencias que experimentan como sujetos sociales. Dentro del sistema social se pueden encontrar múltiples ejes de opresión que atraviesan a las mujeres en función de su edad, género, contexto, clase, etc. De esta manera se toma en cuenta las diversas experiencias que viven las mujeres permitiendo tomar en cuenta su agencia en las relaciones sociales

### Ecofeminismo
Esta línea feminista proviene de la lucha de las mujeres por sus territorios, en donde se llegó a la reflexión de que las dinámicas de subordinación se basan en la explotación y por lo tanto el sistema social mantiene una lógica patriarcal que da prioridad al beneficio propio a costa de la destrucción de los otros. Es por esto que se cuestionan las dinámicas modernas de producción las cuales provocan daños irreparables en la naturaleza.

### Feminismo decolonial
Esta corriente feminista proviene de las mujeres que son afrodescendientes o indígenas que fueron transgredidas por eventos colonizadores en donde las poblaciones se vieron sometidas por otros individuos externos al territorio.  Estos eventos son claves para detonar el racismo y clasismo en la dinámica social, ya que pone a ciertos actores sociales en una situación de poder que les permite influir en las clasificaciones de los individuos, la jerarquización de lo que es valioso y lo que no, etc. Este feminismo retoma la interseccionalidad para realizar una crítica a los dispositivos homogeneizadores de las mujeres, para concebir un feminismo que tome en cuenta la subjetividad de las mujeres.

## Género y cultura

### La construcción social de la diferencia sexual
Las definiciones de hombre y mujer (y ahora, de las nuevas categorías de género) no pueden ser analizadas exclusivamente por su carácter biológico, ya que la vida en sociedad ha marcado pautas para definir y redefinir el concepto del ser mujer y del ser hombre.  Simone de Beauvoir (1949), en su obra “El segundo sexo”, explica desde el materialismo histórico como la estructura económica ha sido un factor determinante en la construcción social de las mujeres, ya que esta estructura ha ido cambiando en el transcurso de la historia, lo cual ha significado que los roles de género vayan modificando también.
Beauvoir hace un recorrido donde señala cuál ha sido el papel de la mujer desde la Edad de Piedra hasta la actualidad; en las sociedades primitivas las mujeres se encargan de las labores domésticas, mientras que los hombres se dedicaban a la caza y pesca, aunque hay claramente una división, existe igualdad puesto que no se marca una diferenciación sexuada del poder. Tiempo después con la expansión agrícola y la explotación de los recursos naturales, los hombres recurren a la esclavitud, aquí es cuando llega la propiedad privada, entonces, el hombre (ciertos hombres) se convierten en dueños de las tierras, de sus esclavos y de las mujeres.  A esto la autora lo nombra “La gran derrota histórica del sexo femenino”.
«La misma causa que había asegurado a la mujer su anterior autoridad en la casa (su empleo exclusivo en las labores domésticas), aseguraba ahora la preponderancia del hombre: el trabajo doméstico de la mujer desaparecía desde entonces junto al trabajo productivo del hombre; el segundo lo era todo, y el primero un accesorio insignificante.» (Beauvoir,1949)
Pierre Bordieu, en su libro “La dominación masculina”, nos habla del androcentrismo basado en imposición desde la sexualización del cuerpo, es decir que, el orden social funge como una guía para la asignación de formas de vivir, como, por ejemplo, la división sexual del trabajo, los roles de género, incluso en los aspectos simbólicos de nuestras vidas. Desde la visión social, el cuerpo se ha vuelto un dispositivo sexuado que va a limitar la realidad del individuo y que dará pauta a procesos estructurales que privilegien unos cuerpos sobre otros.

## Mujeres y espacio
El espacio público, al igual que el género, es una construcción histórica y social, que va a variar dependiendo del lugar donde se analice, pues cada cultura le da diferentes significados. El espacio también tiene peso en la ideología y se constituye a partir de ella, y como en otros ámbitos, es la case dominante quien marca pautas para existir y coexistir en ´él. Desde esta perspectiva, entendiendo al género masculino como la clase dominante entre hombres y mujeres, podemos inferir que son ellos quienes han determinado las formas de utilización del espacio, siendo ellos quienes tienen mayor ventaja, pues han sido quienes se apropian del mismo, mientras que las mujeres han sido relegadas al espacio privado, y aunque podemos ver cada vez más una apropiación femenina del espacio público, esta ha sido a partir de largos procesos y luchas, y ha tenido consecuencias.
Aunque se pudiera pensar que el espacio público, es como su nombre lo sugiere, de acceso abierto para todo individuo, esto no sucede en el día a día, puesto que en la práctica existe una marcada diferencia en el acceso y la experiencia del espacio público entre hombres y mueres. Esto está ligado al aspecto físico de las personas. El cuerpo femenino históricamente ha sido objeto de discriminación y violencia en el espacio público, esto basado en la apariencia que se muestra a la sociedad. Esto se evidencia en el acoso que viven las mujeres al salir a la calle, donde se cuestiona primero a la víctima por sus motivos de salir, su forma de vestir etc. En vez de ser cuestionado el espacio y sus agentes sociales que propician y permiten estos tipos de violencia de género (Zúñiga, 2014).

## Violencia contra las mujeres y niñas
La información que se dará a continuación se basa en las definiciones de la ONU sobre violencia contra las mujeres y niñas.

### Violencia física / feminicidio
Cuando se daña o intenta dañar a la pareja usando la fuerza física, ejemplo: golpes, jalones, patadas, etc. que dan como resultado lesiones físicas, psicológicas o transgresiones que violentan a una mujer. La máxima manifestación de este tipo de violencia es el feminicidio, el cual es el homicidio por razones de género.

### Violencia económica
Cuando se busca el control sobre la vida económica de la pareja, ejerciendo dominio, manipulación, privación o aislamiento sobre sus recursos económicos. Además de que limita las posibilidades de dependencia económica y por lo tanto de toma de decisión. Ejemplo: negándole acceso al trabajo o robando sus tarjetas/dinero.

### Violencia psicológica
Cuando se genera miedo a la otra persona por medio de amenazas, intimidaciones, aislamiento etc. Es el acto de trastocar los recursos de gestión emocional que un individuo utiliza para afrontar si vida cotidiana, de manera que se provocan daños a nivel psicológico en la persona.

### Violencia emocional
Esta se realiza cuando se somete, ridiculiza, manipula y/o vulnera  a la estabilidad emocional de una persona, tomando en cuenta las prácticas indirectas y directas que puedan dañar de manera emocional. Por ejemplo: insultarla, dañar su autoestima, dañar sus relaciones con otras personas, etc.

### Violencia sexual
Cuando se cometen actos que dañan a individuo utilizando mecanismos que fuerzan y coaccionan la integridad de un individuo por motivos sexuales. Se trata de obligar a la otra persona a participar en actos sexuales donde no hay consentimiento, donde se ejerce la presión directa o indirecta, donde se usa la fuerza física, la manipulación o se actúa con alevosía.

## Masculinidades

### Estudios de género y masculinidades
Los estudios de género con su auge han traído una institucionalización que permite una mayor apertura a los temas y mayor producción, sin embargo, el género se ha dedicado casi exclusivamente a lo referente a las mujeres, puesto que la mayoría de las investigaciones van dirigidas a los estudios sobre mujeres, mientras que los estudios de género sobre varones han sido poco explorados si se comparan; esto puede tener varias explicaciones, una de ellas es que el movimiento feminista ha sido el gran impulsor de estos estudios dentro del ámbito académico, lo cual no ha sucedido en el caso de los hombres. Sin embargo, conceptos como “rol sexual” han sido estudiados con anterioridad para puntualizar el papel del hombre en la sociedad.
Guillermo Núñez (2015) destaca que los estudios de las masculinidades rescatan las ideas que las feministas plantean, en cuanto a la cuestión del género. Es decir, que en los hombres, las prácticas también se ven condicionadas por su carácter masculino. Destaca que no todos los hombres son “masculinos”, más bien existe un espectro amplio de masculinidades y no hay una sola, pero todos los hombres sí son atravesados por la masculinidad hegemónica.

### Masculinidad hegemónica
Podríamos definir a la masculinidad como una de las categorías de género, junto con la feminidad, que se les asigna a las personas y que define al ser social, pero también sirve como un molde impuesto que da un sentido de pertenencia colectiva con el resto de las personas que comparten dicho género. Dicho esto, la masculinidad hegemónica se enraíza en la cultura patriarcal, la cual da legitimidad a las prácticas normativas de dominio. Este concepto se ha construido socio históricamente y es resultado de las formas en las que nos hemos organizado como humanidad y responde a la lógica del control, dominio y jerarquización
Para Bonino (2002), este tipo de masculinidad construye identidades a escala personal y colectiva, y está prescrita en la asignación del género masculino, es decir, esta masculinidad esta implantada en los hombres desde la socialización más temprana, y conlleva una aceptación social su práctica. Por lo tanto, se asume como la masculinidad deseada para los hombres y la esperada para las mujeres.
Existen 4 ideologías que sustentan la masculinidad hegemónica: 1. La ideología patriarcal, donde el hombre domina sobre hijos/as y mujeres y así asegura su poder en todas las escalas; 2. La ideología del individualismo de la modernidad, donde el individuo es capaz de hacer lo que desee, se centra en sí mismo y puede imponerse ante el otro, esto tomando en cuenta los sistemas de jerarquía como clase y raza; 3. La ideología de la exclusión y subordinación de la otredad, donde el otro en tanto diferente al yo será sujeto de exclusión y subordinación; 4. La ideología del heterosexismo homofóbico, donde el hombre heterosexual es el hombre ideal y la homosexual izada es rechazada rotundamente.Para el autor estas 4 ideologías están bien asentadas en la sociedad y son las bases de la masculinidad hegemónica, son estas las que construyen el imaginario masculino dominante que se ha convertido en hegemonía para los hombres.

### Masculinidades y sociedad
La masculinidad funge como una forma de orden de las prácticas que se reproducen en la sociedad, esto implica procesos individuales y colectivos. Esto se refiere constantemente a los cuerpos que las y los individuos habitan, pero no solo a ello. El estudio de las masculinidades implica una visión más profunda, como pasa con el feminismo, en las masculinidades también tienen relevancia otras categorías como la clase o la raza. Sin embargo, aunado a este análisis, también es necesario revisar como se relacionan unas categorías con otras. La diversidad entre los tipos de masculinidades ha sido estudiada, pero, no es suficiente, puesto que es necesario un enfoque relacional que permita indagar a mayor profundidad como se configuran dichas masculinidades, de esta manera se pueden estudiar mejor las prácticas y valores que las masculinidades representan